# Crateritheca novaezelandiae
Crateritheca novaezelandiae is een hydroïdpoliep uit de familie Sertulariidae. De poliep komt uit het geslacht Crateritheca. Crateritheca novaezelandiae werd in 1879 voor het eerst wetenschappelijk beschreven door Thompson. 